# 中瀬秀夫
中瀬 秀夫（なかせ ひでお、1920年8月1日 - 1991年1月7日 ）は、日本の経営者。日清紡績社長、会長を務めた。

## 来歴・人物
長崎県出身。1947年に九州大学法文学部経済学科を卒業し、同年に日清紡績に入社した。1967年6月に取締役に就任し、1970年6月に常務、1976年7月に専務を経て、1979年7月に社長に就任。1986年6月に会長に就任。
1991年1月7日、急性心不全のために死去。70歳没。